# Thianges
Thianges is een gemeente in het Franse departement Nièvre (regio Bourgogne-Franche-Comté) en telt 172 inwoners (2018). De plaats maakt deel uit van het arrondissement Nevers.

## Geografie
De oppervlakte van Thianges bedraagt 12,9 km², de bevolkingsdichtheid is 13,3 inwoners per km².
De onderstaande kaart toont de ligging van Thianges met de belangrijkste infrastructuur en aangrenzende gemeenten.

## Demografie
Onderstaande figuur toont het verloop van het inwonertal (bron: INSEE-tellingen).